# مخيم قلنديا
تأسس مخيم قلنديا عام 1949 شرقَ مطار القدس (المعروف أيضًا باسم مطار قلنديا) لإسكان ما يقارب 3,000 لاجئ فلسطيني كانوا يسكنون في تجمعات سكنية حول مدينتي رام الله والبيرة، إذ شُرّدوا من 52 قرية فلسطينية عام 1948.
يقع المخيم على بعد 11 كم إلى الشمال من مدينة القدس و5 كم إلى الجنوب من مدينة رام الله، وحدوده بين كفر عقب والرام ومن الشرق جبع ومخماس. بلغت مساحة المخيم عام 1949 230 دونم، واتسعت حتى بلغت 353 دونم. قُدّر عدد سكانه عام 1949 بما يقارب الـ-3000 نسمة حتى بلغ عام 1966 4800 نسمة تقريبًا. في عام 2005 بلغ عدد السكان نحو 15,500، وفي 2010 بلغ 19,000نسمة، وأصبح اليوم عددهم أكثر من 25 ألف نسمة.
تقطن في المخيم العديد من العائلات، منها آل عبد القادر، آل حزين، آل تايه، حماد، طينة، مطير، يعقوب، زايد، عساف، آل ساريس، الخطيب، فيالة، حمد، آل جحاجحة وأبو لطيفة.
يوجد في المخيم مركز صحي لوكالة الغوث أُنشئ حديثًا، وهو مكون من طابقين، فضلًا عن مركز للأم، مركز للطفل، مدرستين ابتدائيتين للذكور والإناث مكونة كل منهما من طابقين، جمعية تعاونية للنساء، مركز شباب اجتماعي، ملعب كبير أنشئ عام 2004 كان يعرف بالمحجر، روضة أطفال ترعاها الجمعية النسائية ومركز التدريب المهني التابع لوكالة الغوث الذي يستفيد منه جميع الطلاب المنتسبين من المخيمات الفلسطينية كافة، والذي تُمنح فيه شهادة دبلوم مهنية في مجالات مثل الكهرباء، الميكانيكا، التدفئة، البناء وغير ذلك.

## السكان
يشكل اللاجئون المسجلون في مخيم قلنديا %5.8 من مجموع لاجئي الضفة الغربية، وتعود أصول اللاجئين في المخيم لأكثر من 52 قرية تابعة لمناطق القدس (%20)، الرملة (%13) والخليل. من القرى والبلدات المهجرة المعروفة في المخيم بئر ماعين، ساريس، برفيليا، إشوع، صرعة خربة اللوز، القبيبة، دير أيوب، جمزو، البرج، لفتا، خلدة، علار، اللد، بيت جيز.